# Ołeksij Bykow
Ołeksij Ołeksijowycz Bykow (ukr. Олексій Олексійович Биков, ur. 29 marca 1998 w Charcysku) – ukraiński piłkarz grający na pozycji środkowego obrońcy w polskim klubie Chojniczanka Chojnice . Były młodzieżowy reprezentant Ukrainy.